# Antônio Carlos Zago
Antônio Carlos Zago, brazilski nogometaš in trener, * 18. maj 1969.
Za brazilsko reprezentanco je odigral 37 uradnih tekem in dosegel tri gole.